# 烏格洛沃耶湖 (舒米欣斯基區)
55°37′N 63°7′E / 55.617°N 63.117°E
烏格洛沃耶湖（俄语：Угловое），是俄羅斯的湖泊，位於該國西南部，由庫爾干州責管轄，長6.5公里、寬3.5公里，面積15平方公里，海拔高度146米，平均水深4.5米，最大水深18.5米。